# Rangeinteilung der Kriegsschiffe
Die Rangeinteilung der Kriegsschiffe erfolgte entsprechend ihrer Fähigkeit, im Kampf in der „Linie“ zu segeln. Mit der Entwicklung der Kiellinientaktik im 17. Jahrhundert begann man in England damit, dafür geeignete Kriegsschiffe als Linienschiffe zu bezeichnen und in „Ränge“ einzuteilen (engl.: rating of warships). Der entscheidende Faktor hierbei war die Anzahl der Kanonen, aber auch die Größe des Schiffes und die damit verbundene Widerstandsfähigkeit flossen mit ein. Ein Schiff konnte durch andere Kanonenbestückung seinen Rang wechseln.

## Klassifizierung
Die Schiffe des 1. bis 4. Ranges waren die eigentlichen Linienschiffe. Jedoch galten zur Mitte des 18. Jahrhunderts bereits die alten 50- und 60-Kanonen-Schiffe als zu schwach für die Schlachtlinie, ebenso wie die kleinen 44-Kanonen-Zweidecker des 5. Ranges. Obgleich nie für die Linie gedacht, waren die Fregatten auch klassifiziert, und zwar im 5. und 6. Rang. Kleinere Fahrzeuge bis zu 18 Kanonen waren nicht klassifiziert.
Die Rang- oder Klasseneinteilung der Royal Navy, wie sie im 18. Jahrhundert galt, sah wie folgt aus; die Einteilungen der anderen Marinen waren sehr ähnlich.
1. Rang: 100 und mehr Kanonen; Drei- und Vierdecker; ab 2600 t; 850–950 Mann Besatzung
2. Rang: 098–90 Kanonen; Dreidecker; ab 2000 t; 750 Mann Besatzung
3. Rang: 080–64 Kanonen; Zweidecker; 1300–2000 t; 490–720 Mann Besatzung
4. Rang: 060–50 Kanonen; Zweidecker; 1100 t; 350 Mann Besatzung
5. Rang: 044–32 Kanonen; Eindecker-Fregatte; 700–900 t; 215–320 Mann Besatzung
6. Rang: 028–20 Kanonen; Post-Ship[2]; 550–650 t; 160–200 Mann Besatzung

Nicht klassifiziert: Sloops bzw. Korvetten, Kriegskutter usw.
Schiffe des sechsten Ranges bedurften eines Kapitäns, galten jedoch nicht als Fregatten. Sloops wurden von einem Kommandanten im Range eines Master and Commander geführt, später nur noch  Commander genannt. Kleinere Einheiten, wie Kutter, Schoner, Kanonenboote etc. wurden von einem Kommandanten im Rang eines Leutnants befehligt, seltener auch schon von einem Midshipman.

## Bewaffnung
Bei der Berechnung der Anzahl der Geschütze wurden nur die Langrohrgeschütze gezählt, die ab 1779 eingeführten Karronaden wurden nur mitgezählt, wenn sie eine Langrohrkanone ersetzten, nicht aber, wenn sie zusätzlich mitgeführt wurden. Karronaden wurden bei der Berechnung ursprünglich nicht mitgezählt, da sie anfangs nicht als vollwertige Geschütze betrachtet wurden und auf den Schiffen als Zusatzbewaffnung aufgestellt wurden.
Beispiel:
Bei einem 74-Kanonen-Schiff wurden sechs zusätzliche 32-Pfünder-Karronaden auf dem Hüttendeck installiert, diese wurden nicht mitgezählt, obwohl das Schiff nun insgesamt 80 Geschütze führte. Wurden nun aber zwölf 9-Pfünder-Langrohrgeschütze auf dem Achterdeck durch zwölf 32-Pfünder-Karronaden ersetzt, so wurden diese trotzdem zur Schiffsgeschützzählung herangezogen, auch wenn das Schiff nun nur noch 62 Langrohrkanonen hatte. Diese Einteilung wurde erst 1817 aufgelöst, danach wurden dann alle Kanonen gezählt, wodurch viele Schiffe auch im Rang aufstiegen. Beispielsweise wurden alle alten 98-Kanonen-Schiffe dadurch zu Schiffen 1. Ranges.
Auch wurden bei den Geschützen keine Drehbassen und ähnliche Kleinwaffen sowie keine Bewaffnungen in den Beibooten mitgezählt. Ein Kommandant konnte zudem weitere Geschütze, manchmal auch seine privaten, installieren lassen. Diese wurden bei der Geschützzählung allerdings ebenfalls nicht berücksichtigt.